# Liliya Horishna
Liliya Horishna –en ucraniano, Лілія Горішна– (28 de diciembre de 1994) es una deportista ucraniana que compite en lucha libre. Ganó una medalla de plata en el Campeonato Europeo de Lucha de 2019, en la categoría de 53 kg.

## Palmarés internacional
| Campeonato Europeo | Campeonato Europeo | Campeonato Europeo | Campeonato Europeo |
| Año                | Lugar              | Medalla            | Categoría          |
| ------------------ | ------------------ | ------------------ | ------------------ |
| 2019               | Bucarest (Rumania) | Medalla de plata   | 53 kg              |